# Aspalathus glabrata
Aspalathus glabrata là một loài thực vật có hoa trong họ Đậu. Loài này được R.Dahlgren miêu tả khoa học đầu tiên.